# The Structure and Distribution of Coral Reefs

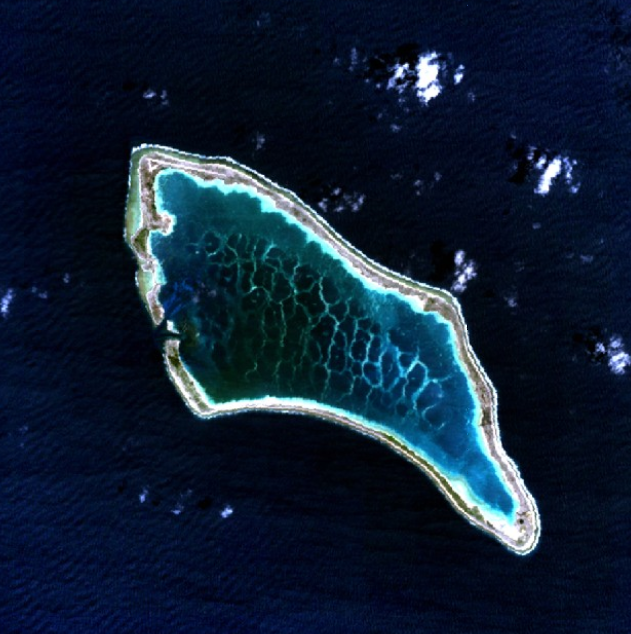
Đảo Canton là một dải đất nằm trên một rạn san hô vòng ở Thái Bình Dương

The Structure and Distribution of Coral Reefs, Being the first part of the geology of the voyage of the Beagle, under the command of Capt. Fitzroy, R.N. during the years 1832 to 1836 là chuyên khảo đầu tiên của Charles Darwin, được xuất bản vào năm 1842 với nội dung nghiên cứu về sự hình thành các rạn san hô và rạn san hô vòng. Darwin phôi thai ý tưởng nghiên cứu trong suốt chuyến du hành với tàu HMS Beagle khi vẫn còn ở Nam Mỹ, soạn ra khi HMS Beagle băng ngang Thái Bình Dương và hoàn thành bản thảo vào tháng 11 năm 1835. Thời đó, người ta dành mối quan tâm khoa học rất lớn cho cách mà các rạn san hô hình thành. Trong số các nhiệm vụ mà Bộ Hải quân Anh giao cho thuyền trưởng Robert FitzRoy thì việc khám phá một rạn san hô vòng được xem là nhiệm vụ khoa học quan trọng của chuyến du hành. Những kết quả thu được sau dịp nghiên cứu quần đảo Keeling ở Ấn Độ Dương đã xác nhận giả thuyết của Darwin rằng các kiểu rạn san hô và rạn vòng đa dạng có thể được giải thích bằng lý thuyết kiến tạo nâng và sụt lún trên các vùng rộng lớn của vỏ Trái Đất.
Cuốn sách là quyển đầu tiên trong bộ ba quyển sách viết về địa chất dựa trên những gì Darwin khám phá được trong chuyến hành trình. Người ta xem đây là công trình khoa học vĩ đại trình bày các suy luận từ các quan sát sẵn có về chủ đề rộng lớn này. Năm 1853, Darwin được tặng thưởng Huân chương Hoàng gia của Hội Hoàng gia Luân Đôn cho cuốn chuyên khảo về rạn san hô và cho công trình nghiên cứu về hàu. Nhiều nghiên cứu hiện đại đã xác nhận lý thuyết Darwin về sự hình thành rạn san hô khi đảo và vùng lân cận của vỏ đại dương lún xuống.

## Giả thuyết về sự hình thành rạn san hô vòng

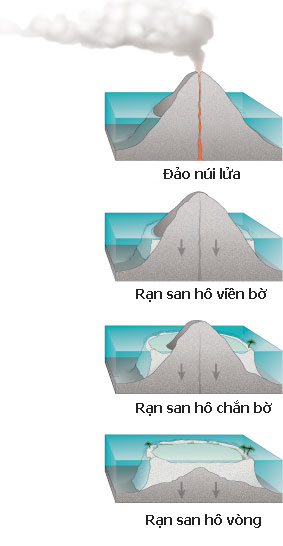
Hình minh hoạ các giai đoạn trong phát triển của rạn san hô: rạn san hô viền bờ hình thành ven đảo núi lửa. Khi núi chìm dần xuống thì rạn san hô chắn bờ hình thành. Sau khi đảo núi lửa chìm hẳn xuống dưới mặt biển thì san hô tiếp tục phát triển lên và tạo thành một rạn san hô vòng.

Sự hình thành nên rạn san hô vòng vẫn còn là một ẩn số khoa học vào thời điểm năm 1831 thì. Trong năm 1824 và 1825, hai nhà tự nhiên học người Pháp là Quoy và Gaimard nhận thấy rằng san hô chỉ sống ở vùng nước tương đối nông trong khi rạn san hô vòng lại xuất hiện giữa đại dương sâu thẳm. Tác giả của những cuốn sách tham khảo có trên tàu Beagle như Henry De la Beche, Frederick William Beechey và Charles Lyell nêu ý kiến rằng san hô đã phát triển trên các núi hay núi lửa ngầm, trong đó rạn san hô vòng mang hình dạng của miệng núi lửa ngầm. Lời hướng dẫn của Bộ Hải quân Anh dành cho chuyến đi có ghi:
Một lý thuyết hiện đại và rất hợp lý đã được đưa ra, theo đó thì những cấu tạo tuyệt vời này [tức rạn san hô vòng] được nâng lên từ đỉnh của những núi lửa đã tắt thay vì nhô lên từ đáy biển...

Năm 1827, khi còn là sinh viên Đại học Edinburgh, Darwin đã nghiên cứu về động vật biển không xương sống trong thời gian làm môn đệ của nhà giải phẫu học Robert Edmond Grant. Trong năm học cuối tại Đại học Cambridge vào năm 1831, ông nghiên cứu địa chất học với thầy là Adam Sedgwick. Thuyền trưởng FitzRoy mong muốn đồng hành cùng một người có khả năng nghiên cứu địa chất trong khi những người còn lại tiến hành khảo sát thủy văn, và Darwin - người bất ngờ được dành một chỗ trong chuyến thám hiểm Beagle - hoàn toàn phù hợp với mục tiêu của ông. Darwin được FitzRoy đưa cho tập đầu trong bộ Principles of Geology của Lyell - tóm lược ý tưởng cho rằng rạn san hô vòng hình thành trên miệng núi lửa. - trước khi chuyến hành trình bắt đầu. Khi dừng chân tại bờ đảo St Jago vào tháng 1 năm 1832, Darwin dùng thuyết hiện tại luận của Lyell để giải thích các thành hệ địa chất mà ông quan sát được, theo đó thì các lực địa chất khiến đất đai nâng lên hay sụt xuống trong những khoảng thời gian cực kì dài. Lúc này, Darwin nảy ra suy nghĩ rằng ông có thể viết một cuốn sách về địa chất của riêng mình.
Trong thời gian từ tháng 2 năm 1832 đến tháng 9 năm 1835, tàu Beagle tiến hành khảo sát bờ biển Nam Mỹ. Giai đoạn này Darwin thực hiện tổng cộng bảy chuyến đi vào đất liền và tìm được rất nhiều chứng cứ cho thấy đại lục này đang dần nâng lên. Ông được tận mắt chứng kiến một vụ núi lửa phun trào và sau đó còn trải nghiệm một trận động đất vào ngày 20 tháng 2 năm 1835. Trong những tháng về sau, Darwin suy luận rằng những khu vực rộng lớn ngoài đại dương sẽ lún xuống do vùng đất liền nâng lên. Điều này gợi cho ông ấn tượng rằng có thể giải thích sự hình thành rạn san hô vòng dựa theo cách này.
Theo hiểu biết của Darwin, san hô sống tại vùng biển nhiệt đới có nước sạch và bị khuấy động mạnh sẽ hình thành nên rạn san hô viền bờ ngay dưới mực nước triều thấp. Rạn viền bờ có thể vẫn kiên trì bám trụ xung quanh bờ đảo trong trường hợp bờ đảo bị nâng lên (ví dụ khi đảo là một núi lửa đang hoạt động) nhưng sẽ chết nếu bị nâng khỏi mặt biển. Theo thời gian, rạn san hô phát triển xa ra và trở thành rạn san hô chắn bờ với điều kiện bờ đảo ổn định. Khi bờ đảo dần dần lún xuống thì san hô có thể sẽ tiếp tục phát triển hướng lên phía mặt nước và trở thành rạn san hô dạng vòng một khi hòn đảo chìm hẳn xuống mặt biển. Tuy nhiên, nếu đảo lún xuống quá nhanh hoặc nước biển dâng lên quá gấp thì san hô sẽ chết do chúng chỉ sống được ở vùng nước nông.

## Kiểm định giả thuyết Darwin

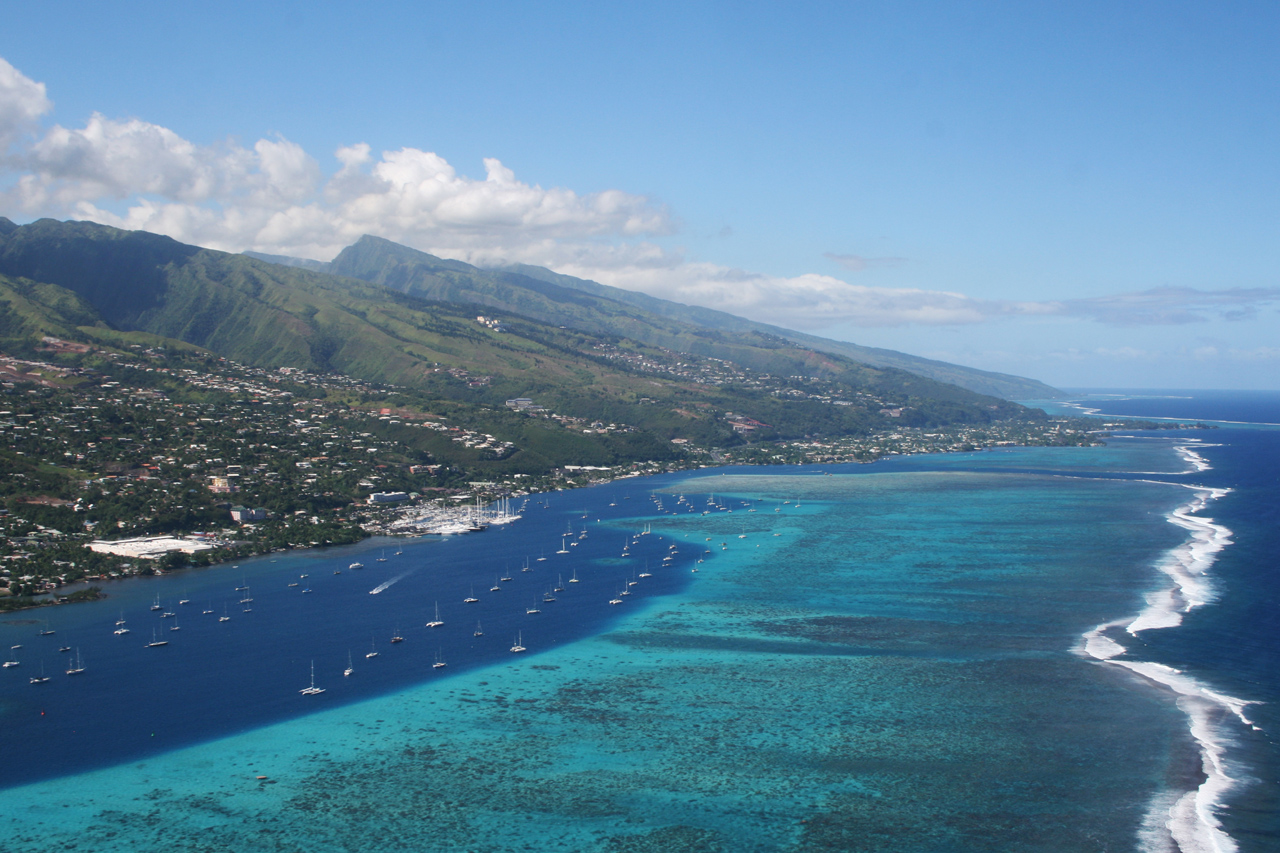
Ảnh chụp rạn san hô chắn bờ và vụng biển của nó ở Tahiti

Darwin đã vạch ra trong đầu mình các điểm chính của học thuyết về sự hình thành rạn vòng trước cả khi con tàu Beagle cập bến quần đảo Galápagos ngày 7 tháng 9 năm 1835. Mặc dù không còn ủng hộ quan điểm cho rằng rạn vòng hình thành trên các miệng núi lửa ngầm nhưng Darwin vẫn ghi chép lại một số chi tiết ủng hộ cho ý tưởng này, trong đó điểm đáng chú ý là 16 miệng núi lửa tại vùng này tương đồng với các rạn vòng ở chỗ chúng hơi nhô cao hơn ở một phía.
Lần đầu Darwin nhìn thoáng thấy rạn san hô vòng là khi tàu Beagle đi qua đảo Honden vào ngày 9 tháng 11 và luồn qua các đảo trong quần đảo Dangerous (tức quần đảo Tuamotu). Khi tới Tahiti vào ngày 15 tháng 11 cùng năm, ông mô tả hòn đảo được "bảo quanh bởi một rạn san hô bị ngăn cách với bờ đảo bởi các luồng lạch và lưu vực nước lặng". Ông trèo lên các ngọn đồi trên đảo Tahiti và ấn tượng sâu sắc khi phóng tầm mắt về phía đảo Moorea, nơi mà "các ngọn núi nhô lên đột ngột từ một hồ nước trong vắt bị ngăn cách ở mọi phía bởi các các dòng sóng vỡ hẹp và định hình rõ từ đại dương." Thay vì chỉ chép lại các phát hiện về rạn san hô trong phần ghi chú về hòn đảo thì Darwin đã viết tường tận thành bản sơ thảo đầu tiên cho lý thuyết của mình dưới dạng một tiểu luận mang nhan đề Coral Islands. Trong mô tả của ông, các polyp tạo san hô trên các bức tường chắn [rạn chắn] và phát triển mạnh mẽ tại vùng sóng vỡ ở mặt có gió của rạn. Ngoài ra, ông còn suy xét các lý do vì sao mà san hô trong vùng vụng biển (đầm nước) không phát triển cao được. Kết lại bài luận, ông cho rằng sự nâng lên của phần lớn đại lục Nam Mỹ (và Bắc Mỹ) cần được bù trừ bởi sự lún xuống tương ứng ở những vùng khác của thế giới.

### Quần đảo Keeling

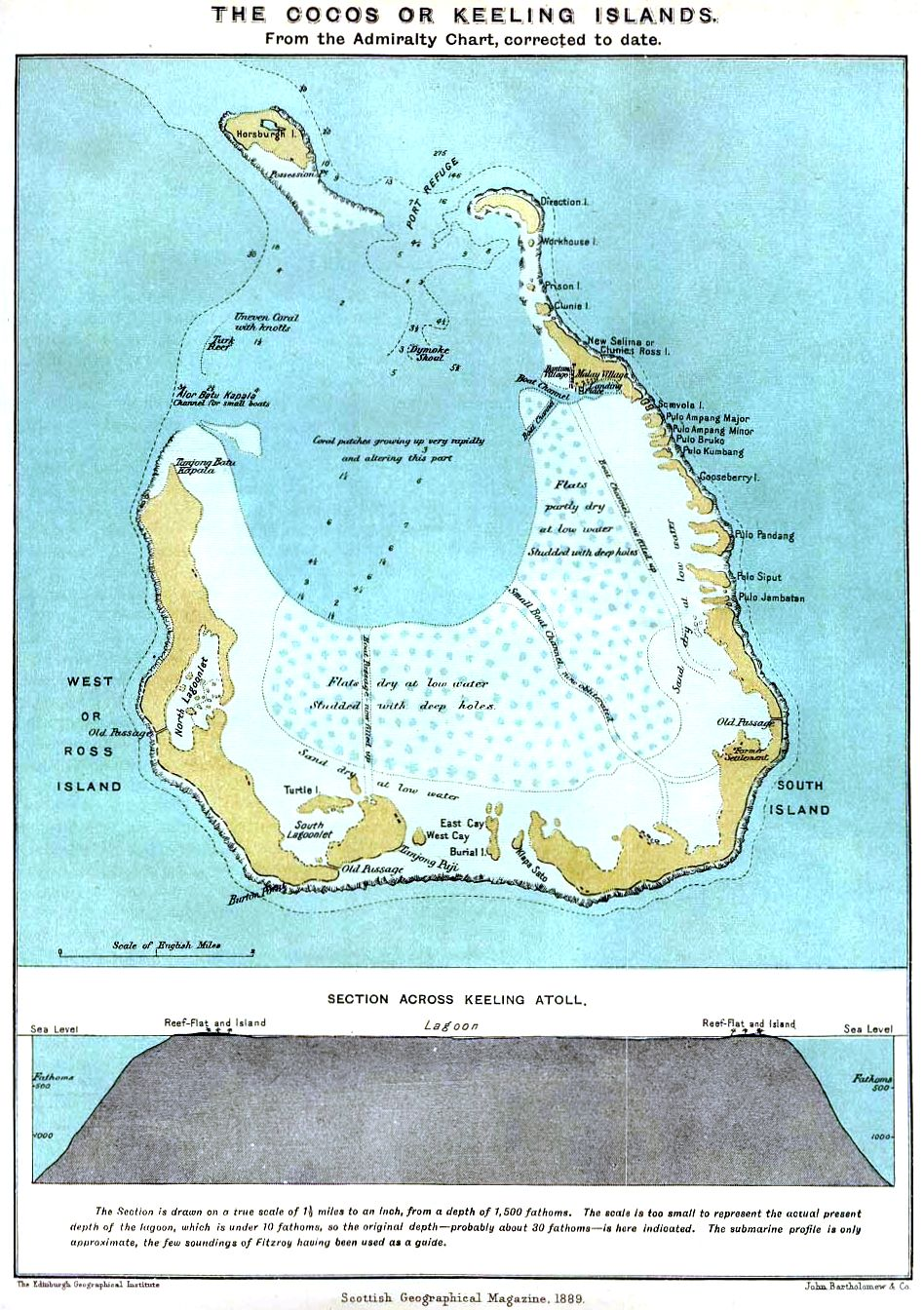
Bản đồ quần đảo Cocos (Keeling) năm 1889

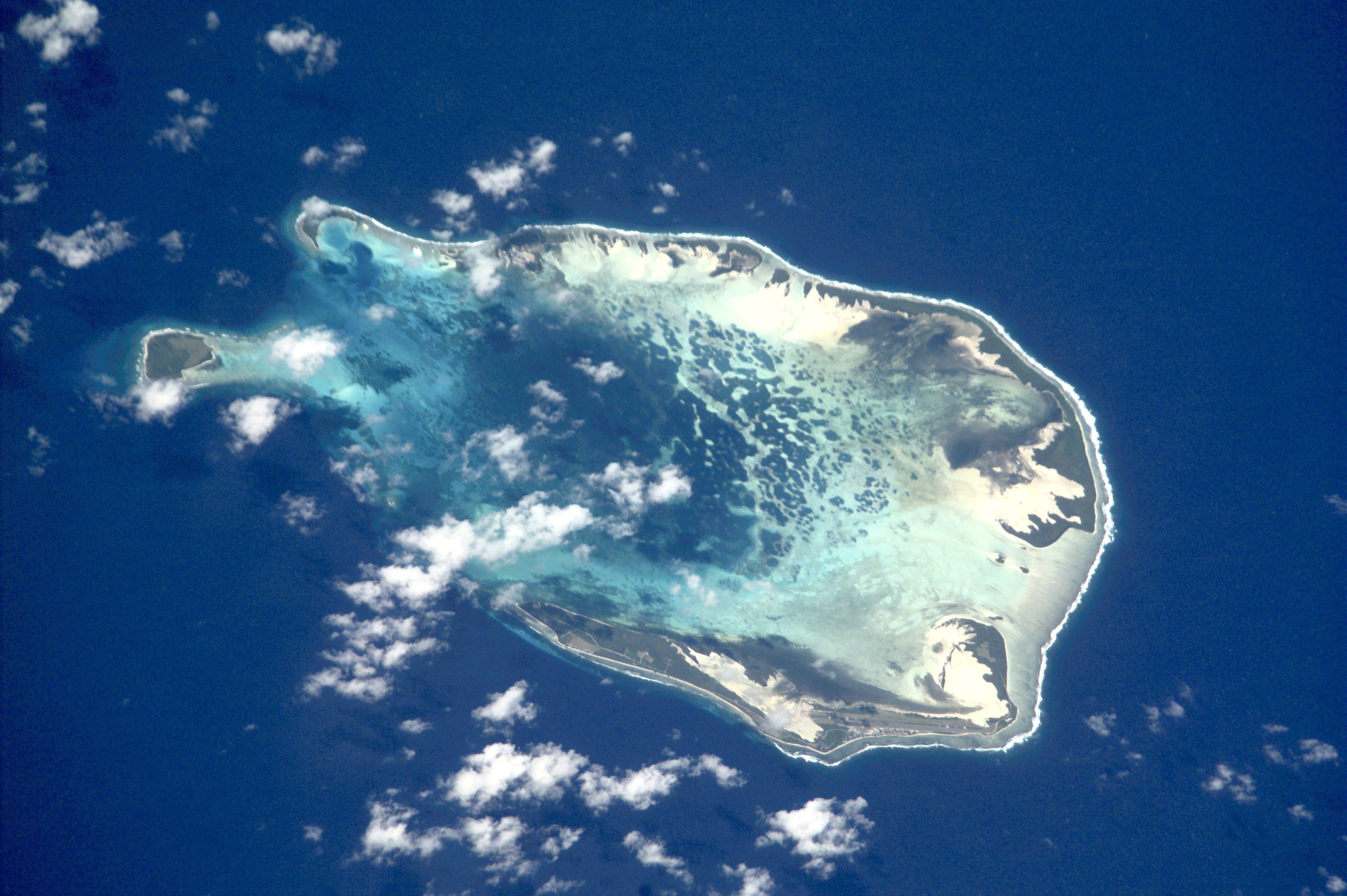
Không ảnh quần đảo Keeling

Bản chỉ thị của Bộ Hải quân Anh dành cho FitzRoy có đề cập chi tiết đến các yêu cầu khảo sát địa chất đối với rạn san hô vòng nhằm nghiên cứu xem bằng cách nào mà rạn san hô đã hình thành nên, đặc biệt là liệu chúng nhô lên từ đáy biển hay nhô lên từ đỉnh của các ngọn núi lửa đã ngừng hoạt động, đồng thời đánh giá ảnh hưởng của thủy triều thông qua đo lường bằng các máy đo đặc biệt. Để thực thi nhiệm vụ này, thuyền trưởng FitzRoy quyết định chọn quần đảo Cocos (Keeling) nằm trong Ấn Độ Dương. Ngày 1 tháng 4 năm 1836, cả đoàn đến nơi và đầu tiên bắt tay vào việc lắp một máy đo thủy triều kiểu mới - do FitzRoy thiết kế - cho phép xem số liệu từ bờ đảo. Tàu thuyền toả ra khắp nơi để tiến hành khảo sát, đo độ sâu rạn vòng và vụng biển mặc cho bị ngăn trở bởi những cơn gió mạnh. FitzRoy nhận thấy mặt ngoài của rạn vòng bằng phẳng và cứng như đá, đồng thời thấy rằng đa phần sinh vật lại phát triển mạnh tại sóng biển dữ dội nhất. Tuy nhiên, đoàn nghiên cứu vấp phải khó khăn lớn khi xác định độ sâu vùng san hô sinh sống do các mảnh rạn san hô rất khó bị phá vỡ trong khi mỏ neo, neo móc và dây xích mà họ thả xuống và cố kéo lên đều bị sóng biển giật đứt. FitzRoy thành công hơn khi sử dụng một vật nặng hình chuông làm bằng chì gắn mỡ bò (thể rắn) và trét vôi để làm cứng. Dụng cụ này có mục đích cung cấp cảm nhận chính xác về hình dạng vùng đáy do bề mặt vật nặng sẽ bị lõm khi va vào vật thể nào đó, đồng thời cũng giúp thu thập mảnh san hô hay hạt cát.
Cá nhân FitzRoy tự thực hiện những lần đo độ sâu này, và sau mỗi lần đo thì khối mỡ bò lại được cắt ra và đem lên khoang cho Darwin xem xét. Dấu vết hằn lại trên khối mỡ thể hiện hình dạng của các san hô sống tại sườn dốc mặt ngoài của rạn tính đến độ sâu khoảng 10 sải (18 mét). Càng xuống sâu thì càng ít dấu vết in lên khối mỡ bò, đồng thời có nhiều hạt cát dính lên đó. Đến độ sâu 20-30 sải (36-55 m) thì không còn thấy sự hiện diện nào của san hô sống. Darwin cẩn thận ghi chép lại vị trí của từng loại san hô xung quanh rạn san hô và vụng biển. Ông mô tả trong nhật ký bằng những ngôn từ có cánh: "Mặt nước phẳng lặng đến khác thường. Tôi lội xa tận đến chỗ các đồi san hô ngập trong sóng vỡ. Trong các hõm và rãnh nước, có những con cá xinh đẹp màu xanh lục và nhiều màu khác; hình thái và sắc thái của nhiều loài động vật hình cây thật là tuyệt vời. Có thể thứ lỗi cho niềm say mê đối với vô số sự sống hữu cơ mà biển cả miền nhiệt đới hào phóng ban tặng", dù rằng chính ông lại là một người phản đối việc sử dụng "ngôn từ hoa mỹ" như cách mà một số nhà tự nhiên học vẫn làm.
Mười một ngày sau đó, cả đoàn rời khỏi quần đảo. Darwin viết tóm tắt giả thuyết của mình trong nhật kí:
Xuyên suốt cả nhóm đảo, mọi nguyên tử đơn lẻ, ngay cả từ một mẩu vụn cho đến một mảnh đá lớn, đều mang dấu tích của một lần gắn liền với sức mạnh của sự sắp đặt hữu cơ. Từ khoảng cách chỉ hơn 1 dặm từ bờ đảo, thuyền trưởng FitzRoy đã tìm thấy một đường dài 7.200 foot mà khi đo độ sâu thì không thấy đáy. Vì vậy chúng tôi buộc phải xem đảo này là đỉnh của một ngọn núi cao ngất; còn công trình do san hô tạo thành dày bao nhiêu hay sâu bao nhiêu thì vẫn chưa biết chắc...Với quan điểm đó, chúng tôi buộc lòng phải xem hòn đảo [ý nói rạn vòng] có đầm nước này là một tượng đài do vô số các kiến trúc sư tí hon nâng lên để đánh dấu nơi mà một vùng đất cũ đã bị chôn vùi xuống đại dương.

## Công bố
Khi tàu Beagle trở về vào ngày 2 tháng 10 năm 1836 thì Darwin đã trở thành một ngôi sao trong giới khoa học, bởi trước đó - vào tháng 12 năm 1835 - giáo sư John Stevens Henslow của Đại học Cambridge đã phổ biến tên tuổi người học trò cũ của mình qua việc phát một số sách mỏng tập hợp các lá thư của Darwin bàn về địa chất cho một số nhà tự nhiên học xem. Charles Lyell cũng cảm thấy háo hức vì công trình của Darwin ủng hộ cho thuyết hiện tại của mình và đã gặp Darwin lần đầu vào ngày 29 tháng 10 năm 1836. Vào tháng 5 năm 1837, Lyell viết một lá thư gửi John Herschel, trong đó nói rằng ông "rất tự tin về lý thuyết đảo san hô mới của Darwin", và rằng ông đã "hối thúc Whewell cho Darwin đọc nghiên cứu ấy vào cuộc họp lần tới" của họ. Lyell còn bộc bạch: "Tôi phải vĩnh viễn từ bỏ giả thuyết về miệng núi lửa thôi, dù cho lúc đầu điều đó có làm tôi cảm thấy day dứt đấy, (...) Đảo san hô là nỗ lực cuối cùng của các đại lục đang chìm nhằm nâng phần đầu của chúng khỏi mặt nước. Có thể truy tìm dấu vết của các vùng nâng lên và lún xuống ở đại dương thông qua trạng thái của các rạn san hô." Ngày 31 tháng 5 năm 1837, Darwin trình bày các phát hiện và lý thuyết của mình trong một bài nghiên cứu được ông xướng lên tại Hội Địa chất Luân Đôn (Geological Society of London). Báo cáo khoa học chính thức đầu tiên của Darwin ra mắt dưới nhan đề Journal and Remarks (ngày nay được biết đến với nhan đề The Voyage of the Beagle) với nội dung đề cập đến khía cạnh lịch sử tự nhiên của chuyến du hành với tàu Beagle. Trong bài viết này, ông mở rộng các ghi chép nhật ký trong chuyến du hành thành một phần trong lý thuyết của mình, nhấn mạnh bằng cách nào mà sự hiện diện hay vắng mặt của rạn san hô và rạn san hô vòng có thể cho ta thấy liệu đáy đại dương đang nâng lên hay lún xuống. Ngay trong thời gian ấy, Darwin vẫn dành sức nghiên cứu riêng về vấn đề tiến hoá biến đổi của loài cũng như các đề tài khác. Ông hoàn tất bài báo khoa học trong khoảng cuối tháng 9.
Công việc của Darwin khi này bao gồm tìm kiếm các chuyên gia để xem xét và viết báo cáo về những điều Darwin thu thập được từ chuyến đi. Darwin đề xuất được chỉnh sửa các bài báo cáo này, tự viết lời dẫn nhập và chú thích, đồng thời thông qua các mối quan hệ để vận động chính phủ tài trợ cho hoạt động xuất bản các khám phá của ông thành một cuốn sách lớn. Sau khi được Bộ Tài chính Anh cấp 1.000 bảng vào tháng 8 năm 1837, Darwin mở rộng phạm vi xuất bản qua việc gộp thêm cuốn sách về địa chất học mà ông đã phôi thai ý tưởng vào tháng 4 năm 1832. Ông chọn Smith, Elder & Co. làm đơn vị xuất bản và ký với họ những cam kết có vẻ phi thực tế về thời gian giao bản thảo và hình minh hoạ cho bên in ấn. Ông đảm bảo với Bộ Tài chính rằng công trình của ông sẽ mang lại giá trị tốt do nhà xuất bản chỉ đòi một khoản lợi nhuận nhỏ trong khi bản thân ông không lấy một xu tiền lời nào. Từ tháng 10, ông lập kế hoạch thảo ra bộ sách nhiều tập Zoology of the Voyage of H.M.S. Beagle và bắt tay viết về địa chất các đảo núi lửa. 
Tháng 1 năm 1838, Smith, Elder & Co. quảng bá phần đầu tiên trong cuốn sách địa chất có nhan đề Geological observations on volcanic islands and coral formations của Darwin. Vào cuối tháng đó, Darwin cho rằng cuốn sách địa chất của ông sẽ "tốn rất nhiều giấy và sẽ ngốn rất nhiều thời gian" nó nên sẽ có thể được phân ra thành nhiều tập khác nhau (cuối cùng thì Coral Reefs xuất bản đầu tiên, sau đó đến Volcanic Islands năm 1844 và South America năm 1846). Ông nghi ngại khoản tiền được cấp sẽ không đủ chi cho tất cả các sách địa chất cần xuất bản. Tháng 2 năm 1838, phần đầu tiên của bộ sách về động vật học cũng xuất bản nhưng Darwin rất khó thuyết phục các chuyên gia viết bài báo cáo về các công trình của ông. Làm việc quá sức khiến Darwin ngã bệnh.
Tháng 11 năm 1838, Darwin cầu hôn người em họ Emma và làm đám cưới vào tháng 1 năm 1839. Ông tiếp tục ý tưởng về tiến hoá và xem đây là "sở thích chủ đạo" của mình, dù rằng công việc liên tiếp bị trì hoãn do bệnh tật. Lâu lâu Darwin lại khởi động lại công việc soạn sách Coral Reefs. Trong thư gửi Emma ngày 9 tháng 5 năm 1842, Darwin bày tỏ nỗi lo lắng khi khoản tiền được chính phủ cấp bị vơi đi nhanh hơn nhiều so với dự kiến. Ông thổ lộ đã dành nhiều thời gian – 20 tháng – cho việc biên soạn cuốn sách bàn về san hô của mình.

### Xuất bản
Tháng 5 năm 1842, tác phẩm The Structure and Distribution of Coral Reefs ra mắt với giá bìa 15 shilling và được độc giả đón nhận. Ấn bản thứ hai ra mắt năm 1874 và được sửa đổi, viết lại rất nhiều để đáp lại quan điểm của James Dwight Dana (trong cuốn Corals and Coral Islands')' và của Joseph Jukes.

### Bố cục tác phẩm
Cuốn sách được bố cục chặt chẽ lô-gic với lập luận thuyết phục. Hình minh hoạ được sử dụng như một phần không thể thiếu cho phần lập luận trong sách. Tác phẩm chứa đựng nhiều biểu đồ chi tiết và một bản đồ thế giới khổ lớn được đánh dấu bằng màu sắc nhằm thể hiện tất cả các rạn san hô mà con người đã biết, tính đến thời điểm lúc bấy giờ. Phần mở đầu tóm tắt các mục tiêu mà cuốn sách muốn nhắm tới.

Chương đầu của sách mô tả các loại san hô hình thành nên từng phần của các kiểu rạn san hô khác nhau.

Ba chương đầu của sách mô tả các kiểu rạn san hô khác nhau. Mỗi chương bắt đầu bằng một đoạn mô tả chi tiết về một rạn san hô mà Darwin nắm được nhiều thông tin nhất và được ông dùng làm ví dụ điển hình trong chương. Ở chương I, Darwin miêu tả các rạn san hô vòng mà ông gọi là "lagoon island" ("đảo có vụng biển") với ví dụ minh hoạ là các khám phá chi tiết của riêng ông cũng như của tàu Beagle tại quần đảo Keeling. Chương II bàn về một rạn san hô chắn bờ ("barrier reef") điển hình và so sánh nó với các rạn san hô khác. Chương III viết về loại rạn san hô mà Darwin gọi là rạn san hô viền bờ ("fringing reef", "shore reef"). Sau khi mô tả xong các kiểu rạn san hô chính, Darwin tiến hành trình bày phát hiện của ông về bề mặt của các rạn san hô, theo đó thì thực tế chúng không khác nhau nhiều. Rạn vòng khác với rạn chắn bờ ở một điểm duy nhất là rạn vòng không có hòn đảo nằm giữa, và rạn chắn bờ khác rạn viền bờ ở một điểm duy nhất là rạn viền bờ nằm cách biệt với hòn đảo và bao quanh một vụng biển (đầm nước).
Chương IV của cuốn sách đề cập sự phân bố và tăng trưởng của các rạn san hô, nghiên cứu các điều kiện mà tại đó san hô phát triển mạnh, tốc độ phát triển của rạn san hô và độ sâu mà các polyp san hô tạo rạn sinh sống. Một kết luận trong chương là san hô chỉ phát triển mạnh ở một độ sâu rất giới hạn. Trong chương V, Darwin trình bày lý thuyết của minh thành một đoạn diễn giải thống nhất dựa trên các khám phá từ các chương trước thông qua việc chỉ ra bằng cách nào mà rạn chắn bờ và rạn vòng hình thành khi hòn đảo lún xuống, đồng thời rạn viền bờ được tìm thấy dọc theo bờ đảo với bằng chứng rằng đảo được nâng lên. Kết thúc chương là một đoạn tóm lược lý thuyết được minh hoạ bằng hai bản in khắc gỗ thể hiện hai giai đoạn khác nhau của tiến trình hình thành rạn san hô trong mối tương quan với mực nước biển.
Trong chương VI, Darwin nghiên cứu sự phân bố về mặt địa lý của các kiểu rạn san hô và nêu ra hàm ý địa chất của sự phân bố này bằng cách sử dụng một tấm bản đồ màu khổ lớn nhằm thể hiện các vùng rạn san hô vòng, rạn chắn bờ rộng lớn trên thế giới (nơi mà đáy biển đang lún xuống và không có núi lửa nào còn hoạt động) và các vùng rạn viền bờ và núi lửa bột phát (nơi đất đang nâng lên). Cuối chương này là đoạn tóm tắt các phát hiện của từng chương và kết luận cuối cùng. Cuối sách có một phụ lục lớn cung cấp mô tả chi tiết và thấu đáo về mọi thông tin mà Darwin thu thập được về các rạn san hô trên toàn cầu.
Bố cục hợp lý của tác phẩm này là nguyên mẫu cho bố cục của cuốn Nguồn gốc các loài: trình bày chi tiết các khía cạnh khác nhau của một vấn đề, sau đó thiết lập lý thuyết giải thích cho hiện tượng đó, kế tiếp là biểu thị khả năng giải thích vấn đề xa hơn của lý thuyết vừa đề ra. Có thể xem Coral Reefs là cuốn đầu tiên trong bộ chuyên luận vĩ đại của Darwin về triết học tự nhiên. Với cách trình bày các kiểu rạn san hô như một chuỗi tiến hoá, cuốn sách đã thể hiện một phương pháp luận chặt chẽ cho các ngành khoa học dựa trên nghiên cứu sự kiện quá khứ - tức là khoa học diễn giải các mẫu hình quan sát được ở hiện tại nhưng là kết quả của một tiến trình lịch sử. Trong một đoạn văn nọ, Darwin còn trình bày quan điểm dưới góc nhìn của chủ nghĩa Malthus về đấu tranh sinh tồn: "Trong một rạn san hô đã có từ lâu đời thì san hô – rất khác nhau về chủng loài tại những phần khác nhau của rạn san hô – hầu như chắc chắn đều thích nghi với nơi mà chúng chiếm chỗ. Chúng giữ chỗ đứng của mình – giống như bao loài sinh vật khác – thông qua đấu tranh với các san hô khác và đấu tranh với giới tự nhiên bên ngoài. Vì thế mà chúng tôi có thể luận ra rằng, sự phát triển của san hô nhìn chung là chậm, ngoại trừ các trường hợp gặp thuận lợi đặc biệt."

### Đón nhận
Darwin gặt hái thành công khi hoàn tất và xuất bản các cuốn sách khác bàn về địa chất học và động vật học sau chuyến du hành với tàu Beagle. Ông dành tám năm nghiên cứu sâu về loài hàu. Hai tập sách về Lepadidae được xuất bản năm 1851. Trong khi đang viết hai tập nữa về các loài hàu còn lại thì Darwin được Hội Hoàng gia Luân Đôn trao thưởng Huân chương Hoàng gia về Khoa học tự nhiên. Trong thư gửi Darwin, Joseph Dalton Hooker cho hay rằng "Pordock đã đề cử ông với hai tác phẩm là Coral Islands và Lepadidae; Bell nối gót ủng hộ riêng tác phẩm Lepadidae và tiếp sau đó là một màn reo hò tán tụng cho công trình về Hàu mà chắc hẳn ông sẽ [mỉm cười] khi nghe thấy đấy." 

## Khám phá của Darwin và quan điểm hiện đại
Mối quan tâm của Darwin dành cho khía cạnh sinh học của các cơ thể sống tại rạn san hô tập trung vào các mặt liên quan đến ý tưởng địa chất về sự lún xuống, cụ thể là ông tìm kiếm bằng chứng xác nhận cho ý tưởng rằng các sinh vật tạo rạn chỉ có thể sống tại vùng nước nông. Darwin xem xét kết quả đo độ sâu của FitzRoy tại quần đảo Keeling và vô số quan sát của những người khác để đưa ra mức độ sâu giới hạn là 30 sải (55 m). Các nghiên cứu hiện đại cho thấy độ sâu này vào khoảng 100 m (so với độ sâu của đáy đại dương từ 3.000 đến 5.000 m). Darwin không chỉ nhận diện được tầm quan trọng của tảo đỏ đối với sự hình thành rạn san hô mà còn xem xét thêm các sinh vật có thể hỗ trợ tạo rạn. Theo quan điểm của ông thì số sinh vật này cũng sống tại vùng nước nông tương tự san hô. Tuy nhiên, các phát hiện trong thập niên 1880 cho thấy chúng thậm chí còn sống ở các bãi ngầm sâu hơn. Ngoài ra, Darwin cũng xem xét sự phân bố loài san hô trong tổng thể một rạn san hô nhất định, và ông cho rằng các phần rạn hướng ra biển - phải hứng chịu sóng gió nhiều nhất - thì được hình thành bởi san hô lớn và tảo đỏ. Theo ông, đây là vùng san hô phát triển năng động nhất nên sẽ tạo ra xu hướng khiến rạn san hô phát triển hướng về phía ngoài một khi các sinh vật tạo rạn tiến đến mặt biển. Ông tin rằng nhiệt độ và độ tĩnh của nước trong vụng biển càng cao thì san hô càng đa dạng về loài. Các ý tưởng sinh thái học này vẫn nguyên giá trị đến tận ngày nay, và người ta vẫn tiếp tục thực hiện các nghiên cứu chi tiết hơn.

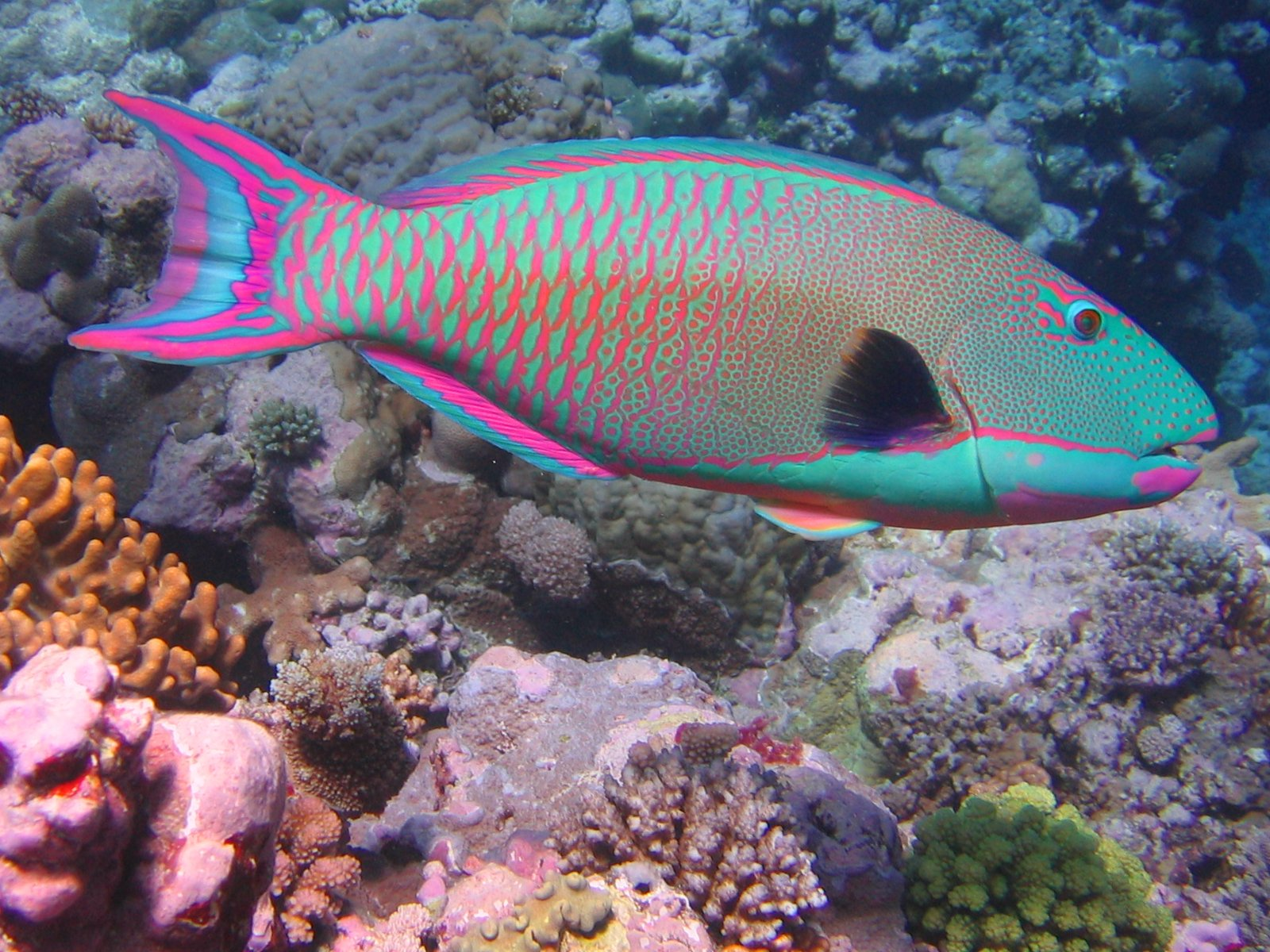
Nghiên cứu của Darwin chỉ ra rằng bằng cách nào mà các loài sinh vật ăn san hô như cá vẹt lại kiểm soát sự phát triển của san hô và tạo nên các bãi ngầm bùn.

Trong quá trình khảo cứu địa chất rạn san hô, Darwin đã thể hiện khả năng nổi bật của mình khi thu thập thông tin thực tế và tìm ra các mẫu hình để tái dựng tiến trình lịch sử địa chất mà chỉ dựa vào rất ít các bằng chứng có sẵn. Ông chú ý ngay cả đến những chi tiết nhỏ nhất. Khi biết được sự tồn tại của cá mó tại nơi san hô sống, Darwin đã tiến hành phẫu thuật mẫu vật cá này nhằm tìm hạt mịn san hô trong ruột cá. Ông kết luận rằng loài cá này, cũng như các động vật không xương sống ăn san hô như hải sâm, có thể là nguyên nhân lý giải cho sự tồn tại của những bãi ngầm cấu thành từ bùn hạt mịn mà ông từng tìm thấy tại quần đảo Keeling. Bên cạnh đó, phát hiện này còn cho thấy rằng "có các sinh vật ngăn trở sự phát triển của rạn san hô, và quy luật "ăn và bị ăn" vẫn đúng ngay cả với các sinh vật kiểu polyp [ý nói polyp san hô] đã tạo nên những đê chắn sóng [ý nói rạn san hô] khổng lồ này".
Những quan sát của Darwin về vai trò của các cơ thể sống trong sự hình thành nên những đặc điểm đa dạng của rạn san hô đã đi trước cả các nghiên cứu hiện đại. Thời đó, khi muốn đo lường độ dày của rạn san hô chắn bờ, Darwin chỉ dựa vào quy tắc ngón tay cái của ngành hàng hải để tiên đoán rằng sườn của rạn san hô dốc hơn nhiều so với hòn đảo ở giữa rạn san hô, đồng thời đoán ước độ dày tối đa vào khoảng 5.000 ft (1.500 m). Năm 1952, Ủy ban Năng lượng Hạt nhân Hoa Kỳ khoan được lỗ sâu 4.610 ft (1.405 m) tại rạn san hô vòng Enewetak (quần đảo Marshall) trước khi chạm đến nền núi lửa. Ở thời của Darwin, chưa bao giờ người ta tìm thấy một độ dày san hô hoá thạch tương ứng trên bất kì một lục địa nào; cả ông cũng như Lyell đều không thể đưa ra bất kì một lời lý giải nào có thể làm thoả mãn những người chỉ trích lý thuyết của ông. Tuy vậy, sau này người ta tìm thấy hai địa điểm có hoá thạch rạn đá trên lục địa mà tại đó độ sâu [dày] của chúng vào khoảng 3.000 ft (1.000 ft), phù hợp với quan điểm của Darwin về sự lún xuống của đảo núi lửa. Tuy nhiên, các nỗ lực khác của Darwin nhằm giải thích cho hiện tượng lún xuống đã bị thay thế bởi một khám phá mới trong khoa học, theo đó thì sông băng cũng có thể làm thay đổi mực nước biển.
Căn cứ theo giả thuyết toàn cầu của Darwin, những khu vực rộng lớn mà tại đó đáy biển bị nâng lên thì sẽ được đánh dấu bởi sự tồn tại của các rạn san hô viền bờ (thỉnh thoảng xung quanh các núi lửa đang hoạt động) trong khi những khu vực rộng lớn mà tại đó đáy biển bị lún xuống thì sẽ được đánh dấu bởi sự tồn tại của các rạn san hô chắn bờ và rạn san hô vòng nằm trên các núi lửa đã tắt. Nhìn chung những quan điểm này của ông được xác nhận bởi các cuộc khoan thăm dò địa chất hiện đại trong thập niên 1980. Tuy nhiên, ý tưởng cho rằng sự nâng lên ở một số vùng đất này sẽ được "bù trừ" bởi sự lún xuống tại một số nơi thuộc đáy đại dương kia đã bị thay thế bằng lý thuyết kiến tạo mảng hiện đại mà Darwin đã không nhìn thấy trước được.